# Hendrik V van Kessel
Hendrik V van Kessel (Kessel 1185 - 1285), de laatste graaf die in Kessel resideerde, verkocht zijn bezittingen westelijk van de Maas in het latere Land van Kessel in 1279 aan graaf Reinald I van Gelre.
De residentie van de graaf werd verplaatst naar Brüggen, in het huidige Duitsland, even ten oosten van Swalmen. Na het uitsterven van de dynastie kwamen alle gebiedsdelen van het graafschap Kessel aan de oostkant van de Maas, Grevenbroich, Boisheim, (Mönchen)gladbach en Brüggen, door erfenis en aankoop tussen 1304 en 1307 aan de graven van Gulik.